# NGC 5315
NGC 5315 – mgławica planetarna znajdująca się w konstelacji Cyrkla. Została odkryta 4 maja 1883 roku przez Ralpha Copelanda. Według różnych szacunków mgławica ta jest odległa od 8400 do 13 700 lat świetlnych od Ziemi. Wygląd mgławicy wskazuje na to, że gwiazda centralna odrzuciła swoją materię w dwóch różnych wybuchach, skierowanych w różne strony. Oba wybuchy wyrzuciły materię w przeciwstawnych kierunkach.